# Central térmica de Tuoketuo
La central térmica de Tuoketuo (chino: 托克托电厂; pinyin: Tuōkètuō Diànchǎng) es la central térmica de carbón más grande del mundo. La planta está ubicada en el condado de Togtoh, en Hohhot, Mongolia Interior, en China. Se estima que la planta fue una de las diez centrales eléctricas de carbón con mayor emisión de carbono en el mundo en 2018, con 29,46 millones de toneladas de dióxido de carbono, y las emisiones relativas se estiman en 1,45 kg por kWh. La planta fue puesta en servicio en noviembre de 1995 por Tuoketuo Power Company, que es quien la opera desde entonces.
Las unidades de la instalación se pusieron en marcha en seis fases separadas, cada fase consta de dos unidades, con una potencia nominal de 600 MW cada una, todas las cuales funcionan con carbón. Las unidades 1 y 2 se pusieron en servicio en junio y julio de 2003, las unidades 3 y 4 se pusieron en servicio en julio y septiembre de 2004, las unidades 5 y 6 se pusieron en servicio en septiembre y noviembre de 2005, las unidades 7 y 8 se pusieron en servicio en junio de 2006 y las unidades 9 y 10 se pusieron en servicio en 2011. En 2017 se pusieron en servicio otras dos unidades ultrasupercríticas de 660 MW.
La electricidad llega a Pekín a través de líneas de transmisión de 500 kV.
El intervalo de 50 días entre la puesta en marcha de las dos unidades de la Fase I estableció un nuevo récord del tiempo de construcción más corto entre unidades comparables en la región del norte de China.